# Kellett XR-8
Die Kellett XR-8 Synchropter ist ein Hubschrauber des US-amerikanischen Herstellers Kellett Aircraft Corporation aus den 1940er-Jahren, von dem lediglich zwei Maschinen gebaut wurden. Eine gelegentlich behauptete Umbenennung in XH-8 nach dem ab 1948 gültigen System erfolgte anscheinend nicht mehr, da zu dieser Zeit keines der beiden Exemplare mehr im Einsatz war.

## Geschichte
Die XR-8 war Kelletts erster Versuch, sich auf dem Feld des Hubschrauberbaus zu betätigen und führte im Juni 1943 nach der vollständigen Einstellung des Tragschrauberbaus auch zu der Namensänderung von Kellett Autogiro Corporation in Kellett Aircraft Corporation. Im gleichen Jahr, in dem das USAAC sieben Kellett-Tragschrauber O-60 in Auftrag gab, stellte sie am 29. Juni 1940 auch die Beschaffung eines Exemplars der XR-8 in Aussicht. Ein Festauftrag zum Bau erfolgte erst im Mai 1943, wobei die USAAF dann zwei Maschinen zum Preis von je 92.864 US-Dollar bestellte.
Die erste (USAAF-Serienr. 43-44714) von zwei XR-8 hatte ihren Erstflug am 7. August 1944. Anfangs wurden die Flugversuche nur gefesselt durchgeführt. Bei den kurzen Schwebeflügen mit jeweils nur einem montierten Rotor erprobte man die Festigkeit verschiedener Verbindungen, indem unterschiedliche Gewichte im Rumpf befestigt wurden. Mit beiden installierten Rotoren führte man zuerst statische, dann auch dynamische Untersuchungen durch, um die Abstände der Rotorblätter zueinander zu überprüfen. Dazu wurden die Rotoren zuerst sogar manuell gedreht und die überlappenden Blätter in Schwingungen versetzt. Bei den anschließenden Test mit Motorantrieb setzte man zur Ermittlung der Blattabstände auch Hochgeschwindigkeitskameras ein. Erst bei einer Drehzahl von 200 min−1 wurden die Steuereinrichtungen entsperrt und der Einfluss auf die Rotoren in allen potentiellen Flugzuständen ermittelt.
Das nächste Stadium der Erprobung kann man als „halbgefesselt“ charakterisieren, da die Kabel zwar noch am Boden befestigt waren, dabei aber der Maschine eingeschränkt Bewegungen nach der Seite und in der Höhe erlaubten. Daran schlossen sich erste freie Schwebeflüge an. Als erstes Ergebnis dieser Tests wurde die Kupplungseinrichtung zwischen Motor und Rotoren neu konstruiert und gebaut. Insgesamt sah man das komplexe Rotorsystem auf lange Sicht zwar als vielversprechend an, kurzfristig erwies es sich jedoch gegenüber der einrotorigen Auslegung mit Heckrotor, wie sie der Konkurrenzentwurf Sikorsky R-4 verwendete, als schwieriger zur Serienreife zu bringen.
Das Hauptproblem, das sich in der gesamten Erprobung zeigte, war die Gefahr, dass sich die beiden Rotoren, besonders bei abrupten Richtungsänderungen, berühren konnten. So waren Rückwärts- und Seitwärtsflüge mit mehr als 8 km/h strikt untersagt. Als die weitere Einschränkung hinzukam, dass eine Autorotation unterhalb von 150 m Bodenabstand nicht eingeleitet werden durfte, wurde klar, dass die XR-8 nur noch als Experimentalflugzeug weiterhin eine Berechtigung haben konnte.
Bereits im November 1943 schlug Kellett vor, den noch im Werk vorhandenen Tragschrauber XR-3 (USAAC-Seriennr. 37-380) zur Unterstützung der Entwicklung des XR-8 einzusetzen. Nach den sich bei der Erprobung der XR-8 einstellenden Problemen änderte das Air Materiel Command (AMC) als Auftraggeber den ursprünglichen Vertrag dahingehend, den XR-3 mit dem Rotorkopf und dem Steuersystem des XR-8 zu bestücken. Zusätzlich wurde oberhalb des Rotors eine Kamera installiert, die zeigte, dass die Blätter sich außergewöhnlich stark in alle Richtungen verbogen. Angeblich waren nach Betrachten der Bilder die Testpiloten kurz davor, weitere Flüge zu verweigern.
Das Ende des Projekts kam, als sich im September und Oktober 1944 in kurzem Abstand drei Zwischenfälle mit sich berührenden Rotorblättern ereigneten. Als letzte Maßnahme tauschte man die Dreiblattrotoren gegen eine Ausführung mit zwei Blättern, was jedoch keine Abhilfe brachte, sondern im Gegenteil zusätzlich Vibrationen des Systems hervorrief. Am 6. Dezember 1946 wurde das Projekt eingestellt, da von Seiten der US-Regierung keine weiteren Fördergelder zu erwarten waren.
Als besondere Ereignisse während der Erprobung sind eine Landung auf dem Dach des Hauptpostamtes von Philadelphia und ein Überlandflug über eine Strecke von 550 km (Upper Darby – Schenectady und zurück) zu nennen. Obwohl nachweislich zwei Prototypen hergestellt wurden, sind zur Geschichte der zweiten Maschine keine Angaben in der Literatur verfügbar.

## Konstruktion
Der Rumpf der XR-8 hatte eine gedrungene, eiförmige Form. Die Besatzung saß auf zwei Sitzen nebeneinander in dem aerodynamisch geformten Bug. Für den Antrieb sorgte ein Sechszylinder Franklin O-405-9, der hinter dem Cockpit im Rumpf eingebaut war. Das Rotorsystem nach dem Flettner-System bestand aus zwei nebeneinanderliegenden und ineinanderkämmenden Rotoren mit gegenläufigen Drehrichtungen. Ein Drehmomentausgleich über einen Heckrotor war deshalb nicht nötig. Die beiden Rotorwellen waren von vorne gesehen um 12,5 Grad nach rechts und links und von der Seite um 12 Grad nach vorne schräg eingebaut. Der Abstand der Rotorköpfe betrug 1,21 m. Die Rotoren konnten zur Steuerung in alle Richtungen um 8 Grad gekippt werden. Ein Blatt der Dreiblattrotoren wog 20 kg. Wegen der damals ungewöhnlichen ineinanderkämmenden Rotoren erhielt die Maschine auch den Spitznamen „eggbeater“ (englisch für Quirl, im Sinne eines handbetriebenen Rührgeräts).
Der Rumpf bestand aus einer Ganzmetall-Gitterrohrkonstruktion, die in der vorderen Hälfte metallbeplankt und sonst mit Ballonstoff bespannt war. Zur Erhöhung der Richtungsstabilität diente eine am Boden einstellbare zweiteilige Höhenflosse mit zwei starren Seitenscheiben.

## Technische Daten
| Kenngröße                           | Daten                                                                                              |
| ----------------------------------- | -------------------------------------------------------------------------------------------------- |
| Besatzung                           | 2                                                                                                  |
| Rumpflänge                          | 6,89 m                                                                                             |
| Rotordurchmesser                    | 10,97 m                                                                                            |
| Überlappender Rotorkreisdurchmesser | 12,19 m                                                                                            |
| Höhe über alles                     | 4,46 m                                                                                             |
| Leermasse                           | 1053 kg                                                                                            |
| max. Startmasse                     | 1351 kg                                                                                            |
| Höchstgeschwindigkeit               | 167 km/h                                                                                           |
| Größte Schwebeflughöhe              | 1000 m                                                                                             |
| Gipfelhöhe im Horizontalflug        | 3000 m                                                                                             |
| Reichweite                          | 270 km                                                                                             |
| Triebwerke                          | ein luftgekühlter Sechszylinder-Boxermotor Franklin O-405-9 mit einer Leistung von 245 PS (180 kW) |